# 莫宗江
莫宗江（1916年6月20日—1999年12月8日），广东新会人，中国美术家协会会员、中国建筑学会建筑史分会副主任、营造学社成员，师从梁思成、林徽因。

## 生平
1916年，出生于香港。
1931年，加入中国营造学社，担任梁思成的助手。
1935年，为中国营造学社研究生。
1942年，为中国营造学社副研究员。
1946年，为清华大学专任讲师。
1949年，任清华大学建筑系副教授。
1950年，娶敖云为妻。
1955年，参与批判和揭发梁思成。
1961年，任清华大学教授。
1999年，去世。

## 家庭
- 妻敖云，对外经贸部办公厅职员。
  - 长子莫京，中信国泰饭店工程部经理。
  - 次子莫涛，文化部文物保护研究所职员。

## 学生
- 王贵祥，清华大学建筑学院教授。
- 张锦秋，中国建筑西北设计研究院总建筑师。